# Шимек, Радим
Радим Шимек (чеш. Radim Šimek; 20 сентября 1992, Млада-Болеслав, Чехия) — чешский профессиональный хоккеист, защитник клуба НХЛ «Детройт Ред Уингз». Игрок сборной Чехии по хоккею с шайбой.

## Биография
Родился в чешском городе Млада-Болеслав. В молодёжных и юниорских чемпионатах Чехии с 2007 по 2009 год игрок выступал за команду «Бенатки-над-Йизероу», с 2009 по 2011 — за хоккейный клуб «Либерец». В сезоне 2011/12 дебютировал в профессиональном хоккее во второй лиге Чехии за «Бенатки-над-Йизероу». В 2011 году стал игроком команды «Били Тигржи». Выступал в высшей чешской лиге, также время от времени выступал за «Бенатки-над-Йизероу» во второй лиге до 2015 года.
В 2015 году стал игроком основного состава «Били Тигржи». В сезоне 2015/16 стал чемпионом Чехии по хоккею с шайбой. Дебютировал за сборную Чехии на чемпионате мира 2016 года, сыграл 8 матчей и забросил 1 шайбу.
В сезоне 2016/17 выступал за «Били Тигржи». За сборную провёл 8 матчей на чемпионате мира 2017 года, в 8 матчах забросил 1 шайбу и отдал 1 голевую передачу.
23 мая 2017 года Шимек подписал однолетний контракт с командой НХЛ «Сан-Хосе Шаркс». В сезоне 2017/18 выступал за фарм-клуб «Сан-Хосе Барракуда» в Американской хоккейной лиге.
2 декабря 2018 года провёл свой первый матч в НХЛ за «Сан-Хосе Шаркс» («акулы» выиграли со счётом 3:1 у «Монреаль Канадиенс», сам Шимек провёл на льду 13 минут, не набрав очков). Уже во втором своём матче в НХЛ Шимек набрал первое очко за результативность, отдав голевую передачу в игре с «Каролиной Харрикейнс», тем самым помог своей команде одержать победу со счётом 5:1. 10 декабря 2018 года в своём 5-м матче в регулярных чемпионатах НХЛ забросил первую шайбу, ставшую победной в игре против «Нью-Джерси Девилз». 31 декабря 2018 года в концовке матча с «Калгари Флэймз» Шимек получил сотрясение мозга в результате грубой атаки в голову от нападающего «Флэймз» Сэма Беннетта.
Начало сезона 2019/2020 Шимек провёл в фарм-клубе, получая игровую практику после долгого восстановления от травмы. 5 ноября 2019 года Шимек вернулся в НХЛ и помог «Сан-Хосе» одержать победу над «Чикаго Блэк Хокс» со счётом 4:2. В следующем матче, состоявшемся 7 ноября, Шимек забросил первую после возвращения в состав шайбу, поразив ворота «Миннесоты Уайлд».

## Достижения

### Командные
- Чемпион Экстралиги 2016
- Серебряный призёр Экстралиги 2017

### Личные
- Лучший хоккеист плей-офф Экстралиги 2016
- Лучший снайпер среди защитников Экстралиги 2015 (10 шайб) и 2017 (11 шайб)

## Статистика
Обновлено на конец сезона 2020/2021
- НХЛ — 129 игр, 24 очка (5+19)
- АХЛ — 73 игры, 29 очков (7+22)
- Чешская экстралига — 220 игр, 92 очка (37+55)
- Чешская первая лига — 76 игр, 8 очков (2+6)
- Сборная Чехии — 30 игр, 8 очков (5+3)
- Лига чемпионов — 20 игр, 9 очков (1+8)
- Всего за карьеру — 548 игр, 170 очков (57+113)